# ФК Братство Братунац
Фудбалски клуб Братство је фудбалски клуб из Братунца и који постоји од 1947. године. Клуб се такмичи у Другој лиги Републике Српске, група Исток.

## Историја
Клуб је основан 1947. године под именом ФК „Партизан“. Године 1960. мијења име у ФК Братство. Дресови клуба су жуто-плаве боје, а резервна варијанта је црвене боје. Такмичио се у разним лигама бивше Југославије. Наступао је и двије сезоне у Првој лиги Републике Српске. Најпознатији играч је Мирослав Мики Стевић. Он је каријеру почео у ФК Братству 1989. године, а касније је послије сезоне проведене у Партизану, наступао у многим европским клубовима, као што су Минхен 1860, Борусија Дортмунд, Фенербахче, Бохум и друге. Мики је остварио и 6 наступа за репрезентацију Југославије 1998. године. Друго најпознатије име Братства је Борис Гујић, који је прије пар година прешао из Братства у ФК Сенту из Сенте, а играо је и једну сезону у ФК ЧСК из Челарева. Данас Гујић успјешно наступа за мађарског прволигаша Ракоци Капошвар. Братство је 2007. године прославило 60. година постојања, одигравањем ревијалне утакмице са ОФК Врбас из Врбаса, Србија.

## Навијачка група
Током сезоне 1996/97. Братство је играло у Првој лиги Републике Српске па се тада и формира навијачка група Килерси која прати свој клуб на домаћим и гостујућим утакмицама. 

## Познати играчи
Мирослав Мики Стевић, Борис Гујић, Немања Стјепановић, Његош Матић, Миливоје Мићић, Неџад Верлашевић.